# Erebia subtripicta
Erebia subtripicta är en fjärilsart som beskrevs av Hoffmann 1950. Erebia subtripicta ingår i släktet Erebia och familjen praktfjärilar. Inga underarter finns listade i Catalogue of Life.